# مندی بهاءالدین، پاکستان
مندی بهاءالدین (به اردو: منڈی بہاؤالدین) شهری در ایالت پنجاب (پاکستان) کشور پاکستان است که در سرشماری سال ۲۰۰۶ میلادی، ۱۳۴٫۹۶۶ نفر جمعیت داشته است.